# Mason Gaffney
Merrill Mason Gaffney (18 octobre 1923 - 16 juillet 2020) est un économiste américain institutionnaliste, et un critique majeur du néolibéralisme et de l'école néoclassique d'un point de vue géorgiste. Avec Nicolaus Tideman, il fut notamment le directeur de la Robert Schalkenbach Foundation, la principale institution chargée de la diffusion de la pensée de Henry George dans le débat public.

## Biographie
Gaffney lit pour la première fois l'ouvrage de Henry George, Progress and Poverty, alors qu'il est au lycée. Cet intérêt le conduit à l'Université Harvard en 1941 mais, déçu et peu impressionné par leur approche de l'économie, il part en 1942 pour rejoindre l'effort de guerre. Après avoir servi dans le sud-ouest du Pacifique pendant la Seconde Guerre mondiale, il obtient son BA en 1948 du Reed College à Portland, Oregon. En 1956, il obtient un doctorat en économie à l'Université de Californie à Berkeley. Là, il aborde le scepticisme de ses professeurs à l'égard du géorgisme avec une thèse intitulée "Land Speculation as an Obstacle to Ideal Allocation of Land.".

## Carrière
Gaffney est professeur d'économie dans plusieurs universités, journaliste de TIME, Inc., chercheur de Resources for the Future, chef de l'Institut de la Colombie-Britannique pour l'analyse de la politique économique qu'il fonde, consultant économique auprès de plusieurs entreprises et agences gouvernementales et conférencier sur des sujets économiques, nationaux et étrangers, et dans des campagnes politiques. Il est élu directeur de la Fondation Robert Schalkenbach en 1984,.
Gaffney est assistant à l'Université de l'Oregon (1953-54), professeur adjoint à l'Université d'État de Caroline du Nord (1954-1958), professeur agrégé et professeur d'économie agricole à l'Université du Missouri (1958-62), professeur d'économie à l'Université du Wisconsin à Milwaukee (1962-1969) et est directeur de département (1963-1965). Il est professeur invité d'économie à l'UCLA en 1967, associé de recherche principal au Resources for the Future, Washington, DC (1969-1973), Fondateur et directeur du British Columbia Institute for Economic Policy Analysis, Victoria, C.-B. (1973-1976) et enfin professeur d'économie à l'Université de Californie à Riverside de 1976 à 2012

## Ouvrages
Gaffney publie de nombreux livres et articles sur les finances publiques, l'utilisation des terres, l'économie, la fiscalité et la politique publique, dont :
- Gaffney, M. Mason. Concepts de maturité financière du bois et d'autres actifs. (Raleigh: Collège d'État de Caroline du Nord, 1957).
- LAND : un numéro spécial (du magazine House and Home)
- Gaffney, Mason. Extractive Resources and Taxation: Proceedings (Madison: University of Wisconsin Press, 1967) (certaines pages disponibles sur le site personnel du Dr Gaffney)
- Gaffney, maçon ; Département des ressources naturelles de l'Alaska. ; Comité intérimaire de la législature de l'Alaska sur la fiscalité pétrolière et gazière et la politique de location. Politique de location de pétrole et de gaz : alternatives pour l'Alaska en 1977 : un rapport . (1977)
- En ligneGaffney, M. (1997). Quel prix commercialiser l'eau ? : la nouvelle frontière de la Californie . Le Journal américain d'économie et de sociologie, 56, 475-520.
- Gaffney, M., Harrison, F. et Feder, K. La corruption de l'économie . (Londres : Shepheard-Walwyn (Publishers) Ltd., 1994) (ISBN 0-85683-160-3) (relié), (ISBN 978-0-85683-244-4) (broché). Dans ce livre, Gaffney montre comment l'économie néoclassique a été conçue et promue par les propriétaires terriens et leurs économistes embauchés pour détourner l'attention de l'idée extrêmement populaire de George selon laquelle puisque la terre et les ressources sont fournies par la nature et que leur valeur est donnée par la société, elles - plutôt que le travail ou capital - devrait fournir l'assiette fiscale pour financer le gouvernement et ses dépenses[8].
- Gaffney, Mason. Après le crash : concevoir une économie sans dépression . (Malden, MA : Wiley-Blackwell (éditeurs), 2009) (ISBN 978-1-4443-3358-9) (relié), (ISBN 978-1-4443-3307-7) (broché). Cette anthologie d'articles et d'essais de Gaffney fournit une explication détaillée du cycle économique à travers une synthèse des écoles de pensée économique georgiste, autrichienne et autres. C'est à la fois une critique de l'économie néoclassique et une prescription pour un secteur financier qui s'autocorrige, plutôt que sujet aux crises.